# روبرت إس. سكوت
روبرت إس. سكوت (بالإنجليزية: Robert S. Scott)‏ هو عسكري أمريكي، ولد في 30 نوفمبر 1913 في واشنطن العاصمة في الولايات المتحدة، وتوفي في 5 فبراير 1999 في سانتا فيه في الولايات المتحدة.